# 友情・努力・勝利
友情・努力・勝利（ゆうじょう・どりょく・しょうり）とは、特に『週刊少年ジャンプ』（集英社）掲載漫画に必要な三大原則とされる三要素を指す。

## 概要
「友情・努力・勝利」（以下、3要素）は、一般的に『週刊少年ジャンプ』(WJ)のモットーとして広く知られており、『WJ』の特徴の一つにもなっている。ただし公式に掲げられたものではなく、編集者の中でも様々な見解がある。また『WJ』に限定されたものではない。
- 友情（「志を同じくする仲間を何があっても信じ、護りあう姿勢」）
- 努力（「志を果たすためにはどんな窮地にあってもあきらめず志のために努力する姿勢」）
- 勝利（「最後の最後まであきらめず勝利を目指す姿勢」）[2]

3要素が生み出されたのは1960年代後半であり、高度経済成長期・冷戦を背景とした、個人主義・資本主義的な側面とムラ社会（会社）の存在を背景としているとする見方もある。「高度資本主義世界」を生き残るには重要な要素であった。

## 少年ブック
『少年ブック』（集英社、1959年 - 1969年）編集長であった長野規は、同誌の対象読者であった小学4・5年生に対してアンケートを採った。その結果、「一番心あたたまる言葉」「一番大切に思う言葉」「一番嬉しい言葉」にそれぞれ「友情・努力・勝利」が来たため、『少年ブック』の原則としたとされている。これ以前にも少年漫画で「友情・努力・勝利」の3要素をテーマにした作品は珍しくなかったが、3語に定式化したのは長野の功績であるとされている。
長野以前にも3要素を基軸にした作品は少なくなかった。手塚治虫をはじめとした少年漫画に限らず、小説・絵巻物などに少年の心を躍らせる作品にはしばしばみられる要素であったとされる。

## 週刊少年ジャンプ
3要素は長野が創刊編集長となった『少年ジャンプ』（1968年創刊、1969年週刊化）に引き継がれた。明快なテーマ設定は新人中心の漫画雑誌であった『少年ジャンプ』において有効であったとされている。それまでの漫画雑誌は、作品のテーマ設定は漫画家に委ねる「委託生産」に近いものがあった。しかし、『WJ』において3要素はマーケティング（アンケート）によって発見された読者ニーズであり、生産管理・人事管理・販売管理の基盤となったとする見方もある。『WJ』では、業界初となる新人漫画賞制度（新人オーディション）を行い、新人漫画家を東京に呼び寄せて生活費を支給しつつ、編集者が3要素に合わせた漫画を描かけるように指導する、一種の経営理念教育・技能修得教育が行われた。また、漫画家と編集者のコミュニケーションにより、3要素を軸に作品の内容が練り直される一種の共同生産方式が採られた。これにより、毎号最新話が更新されるにもかかわらず、全作品に共通性を持った媒体としての統一感が生まれたとされている。
ただし1970年代中盤まで、中沢啓治『はだしのゲン』、ジョージ秋山『灰になる少年』、諸星大二郎『暗黒神話』など、3要素を含まない作品が多かった。3要素が明確に現れている最初期の作品として、とりいかずよし『トイレット博士』、ちばあきお『プレイボール』などが挙げられる。1970年代末には友情と勝利を特に重視した『キン肉マン』（ゆでたまご）が連載を開始した。1980年代の安定成長期からバブル景気にかけて、日本経済の好景気を背景に勝利を前面に押し出したバトル漫画が増加した。
バブル期には、「努力→友情→勝利→さらなる努力→さらなる友情→さらなる勝利」という果てしない成長が描かれるようになった。それと同時に、かつての敵を取り込んで自勢力を膨張させ、新たな敵に挑んでいく展開も多用された。これは、永遠の成長を信奉したバブル期の感覚を反映させている。しかしバブル崩壊後は中間層が衰退し、3要素の役割も変貌した。RADWIMPS による楽曲『週刊少年ジャンプ』（2016年）では、「今はボロボロ」な青年が「少年ジャンプ的な未来」を夢見る姿が描かれる。
実際のところメインキャラは血筋が良いことが指摘される。人気作では『ドラゴンボール』の孫悟空（戦闘民族サイヤ人の家系）、『ONE PIECE』のモンキー・D・ルフィ（革命家総司令官ドラゴンの息子）、『HUNTER×HUNTER』のゴン＝フリークス（屈指の念能力者ジンの息子）、『NARUTO -ナルト-』のうずまきナルト（四代目火影・波風ミナトの息子）などが挙げられ、結局は恵まれた家系・遺伝子なのではという見方もある。
『とっても!ラッキーマン』（ガモウひろし）の「努力マン」「友情マン」「勝利マン」など、少年ジャンプの代名詞と定着したことによりパロディとしても使用された。「ラッキーマン」自体も運の良さだけで勝利するというアンチテーゼ的な存在となっている。

### 編集者の見解
編集者の中には3要素に対して様々な反応があった。
そもそもテーマとしてない、少年漫画を描いていればそういうものは自然と出てくる、標榜したことはなく、ジャンプほど作家性を活かそうとするところは他にないという考えを持つ編集者もいる。
4代目編集長・後藤広喜
後藤広喜は、アンケート結果から「ジャンプの読者は、健全で前向きであることが分かった。そういう読者に向けて漫画を作っていく。そう考えると、キャッチフレーズとして「友情」「努力」「勝利」はわかりやすいし、編集方針にも合っている」と肯定的に述べている。
6代目編集長・鳥嶋和彦
鳥嶋和彦は、本来の3本柱は長野が掲げた「新人作家の新連載」「編集者との二人三脚」「読者アンケートの重視」であると主張している。また、友情・努力・勝利について「全く無意味ですね。あんなのはバカが言うことですよ」。「正確に言うと、「友情」と「勝利」は正しいんです。でも、「努力」は子どもは大嫌いなんです」と述べている。また、鳥嶋の新人時代には、読者アンケートで人気があったフレーズは「友情・健康・勝利」であったとも証言している。
そして 「少年が読みたい永久のテーマって、簡単に言うとエッチとバイオレンスなんですよ。セックス&バイオレンス。」「結局このふたつによって雑誌は成り立っている。ところが売れると、いつのまにか自分たちを正当化して、キレイにものを作ろうとするんだ。すると部数的な目標との兼ね合いで、無理をしながら自分たちを正当化することになる。それは滅んでいく要素を内包することにほかならない。」と語る。
11代目編集長・中野博之
中野博之によると、かつては編集部で3要素が言われていたが、2000年の入社時にはそれほど強く言われなくなったという。また、少年漫画を突き詰めると3要素のいずれかが入るのかもしれないとしている。そして、3要素に代わりうるものとして「キャラクターの魅力」を挙げている。
取締役常務・鈴木晴彦
後に集英社取締役常務になる鈴木晴彦は、友情・勝利はともかく『努力』を真面目に描いたら10週くらいで打ち切られるとしつつ、「“漫画はキャラクター”と言われてきたのに、（スローガンに）キャラクターがないのがおかしい」「最近私は『友情、個性、勝利』と言うようにしている。『友情・努力・勝利』は50年前の初代編集長が作った言葉で、それに振り回されるべきではない」と述べている。

### 漫画家の見解
嶋田（ゆでたまご）は、編集者から3要素を入れるように言われたことは1度もないといいつつ、「頑なにその伝統を守るつもりでやっていきたい」と述べている。
サクライタケシは、3要素をテーマとして認識しており、副編集長のA田から「そんなテーマ無いです」と言われた際には、「なんかショックです」と返していた。
川田は3要素について、「僕の場合はかなり強く意識しています。そんなものは実はジャンプにはないという意見も時々聞きますけど」「むしろ「それがなきゃジャンプじゃないだろ」というくらいのつもりでずっとやっています」と述べている。
白井カイウは3要素を『WJ』のスローガンとしてとらえている。
鳥山明はこの3要素を「ダサい」とまで否定しており、ドラゴンボールの主人公・孫悟空は「友情・努力・勝利」のアンチテーゼであるという見方もある。

## 友情・努力・勝利がタイトルに含まれる作品
- 桃太郎電鉄タッグマッチ 友情・努力・勝利の巻!
- 少年リーダム 〜友情・努力・勝利の詩〜